# Mauricio Salem Antón
Mauricio Salem Antón (nacido el 5 de octubre de 1972 en Guayaquil, Ecuador) es un empresario ecuatoriano. Fue Presidente del Directorio de BanEcuador, desde agosto de 2022. Como ejecutivo ha desempeñado cargos en el sector público y privado.

## Reseña biográfica
Cuenta con 2 hermanos. Su madre fue Laurice Antón de Salem y su padre es el Sr. Mauricio Salem Mendoza. Ambos líderes políticos y sociales de activa participación en las áreas de su desempeño.
Se graduó del bachillerato en el Colegio Cristóbal Colón. En la Universidad Católica Santiago de Guayaquil estudió Ingeniería Comercial. Tiene un Diplomado en Banca y Finanzas además de un máster en Administración Gerencial Profesional realizado en la University of Miami.

## Carrera Profesional
Durante su etapa universitaria, fue Presidente de la Asociación de Estudiantes de la Universidad Católica Santiago de Guayaquil (enero 1993 - enero 1994). Trabajó como Gerente Sucursal Mayor, Gerente Administrativo y de Operaciones de la banca de primer piso, y, Juez delegado de Coactivas de la Sucursal Mayor de la Corporación Financiera Nacional del Ecuador de febrero de 1997 a abril de 2002; se desempeñó como Vicepresidente de Barcelona Sporting Club de febrero 2001 a septiembre de 2003. Desde octubre de 2002 fue Gerente General Propietario de IMCOMSA S.A. hasta abril de 2011. En la revista EKOS ocupó el cargo de Vicepresidente Regional de febrero 2007 a diciembre de 2009 y para la Corporación EKOS ejerció funciones de Vicepresidente Comercial para la Región Costa desde enero de 2009 hasta enero de 2010.

## Vida política
En 2021 fue candidato para asambleísta nacional por la lista Sociedad Unida Más Acción (SUMA) donde planteó una agenda legislativa centrada en la fiscalización y lucha contra la corrupción, y la reestructuración de la banca pública.

## Paso por BanEcuador
Mauricio Salem tuvo dos períodos siendo parte del banco público de desarrollo BanEcuador. Primero como Gerente General (del 5 de octubre de 2021 hasta el 25 de mayo de 2022), y luego como Presidente del Directorio (a partir del 25 de agosto de 2022). Su principal objetivo fue fortalecer y optimizar los procesos internos de esta entidad, a fin de consolidar sólidos resultados institucionales y financieros.
Asumió sus funciones con un 47% de morosidad en la cartera histórica de BanEcuador. Esto le obligó a sincerar las cifras del banco y asumir provisiones para cuentas con posibles problemas. Lo anterior se reflejó en el primer semestre de 2023 con una pérdida contable por 11 millones de dólares para la institución que fue superándose conforme se recuperó la cartera. 
A partir de su administración la morosidad en las nuevas colocaciones cayó al 7% demostrando que cada acción y medida adoptada durante este período constituye un manejo responsable, optimización de recursos públicos, buenos sistemas de control y gestión de riesgos. Salem activó una política de democratización del financiamiento con una redistribución hacia la base de la pirámide productiva: el 87% de los créditos colocados van de 500 a 20.000 dólares. Únicamente el 13% de los créditos son por montos superiores a $21.000.
A grandes rasgos, enfocó su labor en atender a pequeños productores, emprendedores, pequeños y medianos empresarios, con énfasis en la población femenina hacia la cual se dirige el 65% del financiamiento. Implementó una importante transformación en su política de atención y servicios, consolidando una administración eficiente y con visión social.
Actualmente BanEcuador B.P. lidera el segmento de microcrédito en Ecuador, con un total de $1.176.52 millones de cartera bruta, mientras que la cartera total de la banca privada en este segmento asciende a $248,98 millones. Esto significa que es 4,73 veces más grande en relación con el sector privado especializado.
Colocaciones
Durante la administración de Mauricio Salem, BanEcuador otorgó créditos por  $1.152 millones dirigidos a 278 mil personas, de los cuales el 65% ha sido dirigido a la población femenina.
Crédito 1x30
Uno de los productos emblemáticos de BanEcuador a lo largo de la administración, fue el Crédito 1x30, que tiene facilidades extraordinarias de pago: 1% de interés y a 30 años plazo.
El lanzamiento oficial del crédito se dio en presencia del presidente de la República, Guillermo Lasso, quien estuvo acompañado por los ministros de Economía, Pablo Arosemena; de Producción, Julio José Prado; y, el exministro de Gobierno, Francisco Jiménez. 
“Ningún país del mundo da un crédito tan barato, con tantas facilidades, con tanta rapidez y visión social”. 
Este crédito estuvo especialmente dirigido a la reactivación del sector productivo, no obstante, por sus condiciones no compatibles con la estabilidad financiera del banco, este requería de una subvención por parte de los ministerios de Producción, Inclusión Económica y Social, y de Agricultura y Ganadería.
Beneficiarios del crédito, se han mostrado agradecidos con BanEcuador, por fortalecer los proyectos productivos, y en el caso de Susana Sánchez del cantón Pillaro, ampliará su negocio de cría de cuyes para mejorar la economía familiar. Señala: "Me acerqué a BanEcuador y obtuve el crédito 1x30 en una semana" y así como Susana son más de 99 mil beneficiarios que ahora cuentan con este crédito generador de progreso y dinamización para el desarrollo en el Ecuador.
Dentro de este ítem se entregaron hasta noviembre de 2023, más de 300 millones en más de 100 mil operaciones.
Crédito 5%
Otro de los productos financieros emblemáticos que pudo ser implementado por la administración de Mauricio Salem, fue el del crédito 5% destinado especialmente al sector turístico. Este crédito de reactivación sostenible tiene también una tasa preferencial de fácil acceso gracias a la subvención. Está dirigido a emprendedores y empresarios registrados como prestadores de servicios turísticos, cuyas ventas sean iguales o menores a $100,000 y que estén ubicados en el sector rural o urbano.  
Este producto crediticio ha llegado a las 24 provincias del país, con más de 300 beneficiados por un monto superior a los $6 millones. De las provincias ecuatorianas, Loja lidera la entrega de estos créditos.
Calificación A-
En octubre de 2023, BanEcuador B.P. alcanza la categoría A- en su calificación de riesgos como institución financiera, evidenciando una transformación basada en un manejo eficiente y orientado a fortalecer la solvencia, calidad de activos y liquidez.
La institución se mantuvo hasta 2021 en categoría BBB+ por parámetros de riesgo como pérdidas, baja colocación, alta concentración de créditos en pocas manos, exceso de personal y por la deficiencia en los sistemas tecnológicos de seguridad y servicios.
Esta calificación de rango A implica que “la institución es fuerte, tiene un sólido récord financiero y es bien recibida en sus mercados naturales de dinero. Es posible que existan algunos aspectos débiles, pero es de esperarse que cualquier desviación con respecto a los niveles históricos de desempeño de la entidad sea limitada y que se superará rápidamente. La probabilidad de que se presenten problemas significativos es muy baja, aunque de todos modos ligeramente más alta que en el caso de las instituciones con mayor calificación”.
Atención, servicios y canales bancarios
- Durante su administración Salem lideró un importante proceso de desarrollo de nuevos productos y servicios, e implementó acciones para mejorar la atención, acercar el banco a los usuarios y fortalecer la bancarización. [4]
- Uno de los productos más relevantes fue la tarjeta de débito BanEcuador-Mastercard, emitida en agosto de 2023 gracias a un convenio con la multinacional de servicios financieros. Paralelamente, se optimizaron los servicios de banca electrónica y telefónica para alcanzar los estándares de seguridad requeridos por la franquicia, en un proceso inédito en la historia del banco público.[14]
- La administración activó mecanismos para el descongestionamiento de las agencias, ampliando horarios de atención a partir de las 7:30 de la mañana para el Cobro de Bono de Desarrollo Humano (BDH) en las agencias más concurridas. [15]
- Se incorporaron redes transaccionales no bancarias en establecimientos como tiendas y farmacias de barrio en un proyecto piloto denominado “Aquí Cerquita”. [16]En la primera etapa de este proyecto se activaron 67 puntos de atención con una proyección de aproximadamente 15.000 establecimientos para retiros y depósitos desde $1,00 hasta $300,00.

Bancarización
Uno de los objetivos de la administración de Mauricio Salem fue incrementar la bancarización como herramienta de inclusión financiera y combate a la pobreza. Uno de los segmentos poblacionales en los que se enfocó fue el de los usuarios del Bono de Desarrollo Humano (BDH). La captación de este segmento alcanzó las 280.000 cuentas nuevas. 
En el total de segmentos, durante el gobierno de Guillermo Lasso, BanEcuador captó  más de 600.000 nuevas cuentas entre ahorro, corriente y depósito a plazo fijo. De estas, la mitad corresponde a mujeres.
Condonación y alivio financiero con miras a la reactivación
En julio de 2022, como resultado de las mesas de diálogo entre el Gobierno de Guillermo Lasso y los sectores indígenas y sociales del país -que pusieron fin a 2 semanas de protestas-, Salem arrancó con un proceso de condonación de deudas para clientes con créditos vencidos por más de 180 días y por un monto de hasta $3000, incluidos intereses, costos operativos y valor del capital. 
Esta  compensación ejecutada a través de la Resolución N° BANECUADOR-2022-0191, benefició a 25.928 personas por un monto de $58.8 millones, principalmente de los sectores agrícolas, de comercio y actividad pecuaria.

## Reconocimientos
- Reconocimiento por el apoyo y gran calidad humana / Por la experiencia y profesionalismo, por parte del Banco del Austro Sucursal Manta
- Reconocimiento por ser un miembro que sobresalió en el Consejo Directivo de la CIG, por la gestión orientada a la defensa de la libertad de emprender, del respeto, y la transparencia, por parte de la Cámara de Industrias de Guayaquil.
- Reconocimiento por el nivel de profesionalismo y los altos valores demostrados en el desempeño de las funciones como Gerente Regional en la Costa, por parte de Banco del Austro S.A.
- Reconocimiento por la trayectoria y éxito profesional tanto en el campo público como privado, por parte del Colegio de Ingenieros Comerciales del Guayas (CICO-G)
- Reconocimiento por su entrega y liderazgo demostrados al frente de la Sucursal Mayor, por parte de la Corporación Financiera Nacional.
- Por el apoyo incondicional a los Microempresarios de la Lotería en la ciudad de Guayaquil, dentro del Programa Pro-Lotero, por parte del Grupo de Loteros de Guayaquil “Fase 2”
- Reconocimiento a la lealtad, espíritu de trabajo y profesionalismo demostrados desde la Gerencia General de la Sucursal Mayor, por parte de la Corporación Financiera Nacional.
- Por la invalorable ayuda en beneficio del Centro de Informática de la PJ-Guayas, por parte de la Policía Judicial del Guayas
- Reconocimiento a su capacidad y en gratitud a los invalorables servicios a la Institución, por parte de la Asociación de Empleados de la Corporación Financiera Nacional - GQUIL.
- Nominación como “Personaje del año 1998”, por la Asociación de Periodistas de Guayaquil
- “Relievar valores humanos y profesionales” y “las cualidades y capacidades como ser humano”., por parte del Decanato de la Facultad de Economía, Administración, Contaduría Pública y Gestión Empresarial Internacional de la Universidad Católica.
- Por estar dentro de los promedios más altos de toda la Facultad de Economía y Administración, por parte de la Asociación de Estudiantes de Economía, Administración y Auditoría de la Universidad Católica de Guayaquil